# Хаджи Мустафа-паша
Хаджи Мустафа-паша (серб. Хаџи Мустафа-паша, тур. Hacı Mustafa Şinikoğlu Paşa; 1733 — 15 декабря 1801) — османский военный и государственный деятель греческого происхождения, визирь Белградского пашалыка (1793—1801), бейлербей Румелии (1797).

## Биография
Мустафа-паша родился в 1733 году, он происходил из греческих мусульман, проживавших в Смедеревском санджаке (современная Сербия). Совершил паломничество в Мекку и Медину, получив приставку «Хаджи». Член суфийского ордена Бекташи.
Участник русско-турецкой войны (1768—1774) и австро-турецкой войны (1787—1791).
Первоначально Мустафа-паша занимал пост главного архитектора (бина эмин) в Белградском (Смедеревском) пашылаке. В июле 1793 года он был назначен визирем Белградского пашылака. Он тесно сотрудничал с Петром Ичко и, по некоторым источником, они оба были членами одной масонской ложи. Как друг сербского народа, он получил прозвище «сербская мать».
В 1793 и 1796 годах османский султан Селим III (1789—1807) издал фирманы, даровавшие больше прав сербскому населению. Налоги должны были собираться местными сербскими правителями с титулом обер-кнезь. Сербы получили свободу торговли и вероисповедания.
Селим III также объявил, что некоторые непопулярные янычары должны покинуть Белградский пашалык. Это было сделано для того, чтобы устранить угрозу для центральной власти Хаджи Мустафа-паши. Многие из этих янычар нашли убежище или были наняты Османом Пазвантоглу, правителем Видинского санджака, противника султанской власти. Опасаясь роспуска янычар в Смедеревском пашалыке, Осман Пазвантоглу организовал серию рейдов против сербских партизан, не получив разрешения султана Селима III.
Мустафа-паша занимался сбором военных сил для борьбы против видинского бея Османа Пазвантоглу. Для финансирования воинских сборов Мустафа-паша увеличил налоги в пашалыке. Он принял предложение местных сербских обер-кнезей, разрешающее им иметь свои собственные силы, состоявшие из 16 000 сербов под командованием Станко Харамбашича в Велико село для предотвращения возможного народного бунта из-за повышения налогов.
Летом 1797 года султан Селим III назначил Хаджи Мустафу-пашу на должность бейлербея Румелии. Он уехал из Сербии в Пловдив, чтобы бороться против видинского бея Османа Пазвантоглу. Во время отсутствия Мустафы-паши силы Пазвантоглу с янычарами захватили Пожаревац и осадили Белградскую крепость. В ноябре 1797 года обер-кнези из Валево Алекса Ненадович, Илия Бирчанин и Никола Грбович прибыли на помощь Мустафе-паше и ввели свои силы в Белград, заставив осаждающих янычар отступить в Смедерево.
В январе 1798 года Мустафа-паша приказал правительственным силам вместе с сербскими отрядами под командованием Илии Бирчанина атаковать янычар-мятежников в Смедерево. В январе 1799 года по указу султана Селима III янычары получили разрешение вернуться в Смедеревский пашалык. Сербская автономия была приостановлена, а налоги с местного населения возросли. Вскоре янычары Бего Новлянин и Чюрт-Оглу в городе Шабац умертвили кнеза Янка Лазаревича. Белградский паша отправил в Шабац карательный отряд (600 чел.), который схватил и казнил 36 янычар.
В 1801 году видинский бей Пазвантоглу организовал новый поход против белградского паши. Хаджи Мустафа-паша отправил турецко-сербское войско под командованием своего сына Дервиш-бега против видинцев. Многие янычары, вначале принявшие участие в походе, вернулись обратно, захватили Белград и 15 декабря того же 1801 года умертвили Мустафу-пашу.